# Tauernhaus
Als Tauernhäuser werden mehrere Hospize sowie Raststationen bezeichnet, die vom Erzbistum Salzburg entlang von Saumpfaden für Samer und Reisende unterhalten wurden. Die Tauernhäuser wurden dabei in mehreren Salzburger Tauerntälern angelegt, förderten aber auch den Handel über den Gerlospass, den Pass Thurn und die Radstädter Tauern.

## Geschichte
Für die Salzburger Erzbischöfe bildeten die Einnahmen aus dem Saumhandel insbesondere durch Mautgelder eine wichtige Einnahmequelle, weshalb sie an einer Steigerung des Warenverkehrs über die Salzburger Alpenpässe interessiert waren. Da jedoch die schmalen Saumpfade eine lange Reisezeit bewirkten und teilweise über mehr als 2.500 Meter hohe Pässe führten, richteten die Salzburger Erzbischöfe bereits im Mittelalter entlang der wichtigsten Handelswege die sogenannten Tauernhäuser ein. Im Gegensatz zu den Hospizen der Westalpen entstanden diese jedoch nicht auf den Passhöhen, sondern wurden in höheren Lagen am Talschluss errichtet. Oftmals waren dabei auch bestehende Bauernhöfe (insbesondere Schwaighöfe) verpflichtet, die Reisenden bei der Überschreitung der Alpenpässe zu unterstützen.
Zu den Pflichten der Tauernwirte gehörten dabei insbesondere die Erhaltung der Tauernwege sowie deren Offenhaltung. Als Wegweiser mussten die Besitzer der Tauernhäuser zudem Steinpyramiden errichten und im Winter Schneestangen aufstellen. Des Weiteren dienten die Tauernhäuser als Unterkünfte für die Reisenden, wobei arme Reisende gratis beherbergt und verköstigt werden mussten. Verirrte sich ein Reisender oder verunglückte auf seinem Weg, so lag es in der Pflicht der Tauernhäuser, nach den Reisenden zu suchen und die Verunglückten zu retten sowie zu versorgen. Tote mussten von den Tauernwirten zudem zum nächsten Friedhof transportiert werden. Um all diesen Verpflichtungen nachkommen zu können, stellten die Besitzer der Tauernhäuser sogenannte Tauernknechte an.
Im Ausgleich für ihre Leistungen bezogen die Tauernwirte Sachleistungen wie Getreide von den Salzburger Erzbischöfen. Teilweise wurden ihnen als Ausgleich auch das Schankrecht erteilt. Die Sachleistungen wurden teilweise bis 1848 beibehalten, nach einer Einstellung der Leistungen wurde für Tauernhäusern ab 1853 die Sachleistung in eine Geldleistung umgewandelt. Die letzten Zahlungen an die Tauernhäuser wurde 1938 mit der Machtübernahme der Nationalsozialisten eingestellt.

## Lage der Tauernhäuser

### Felber Tauern

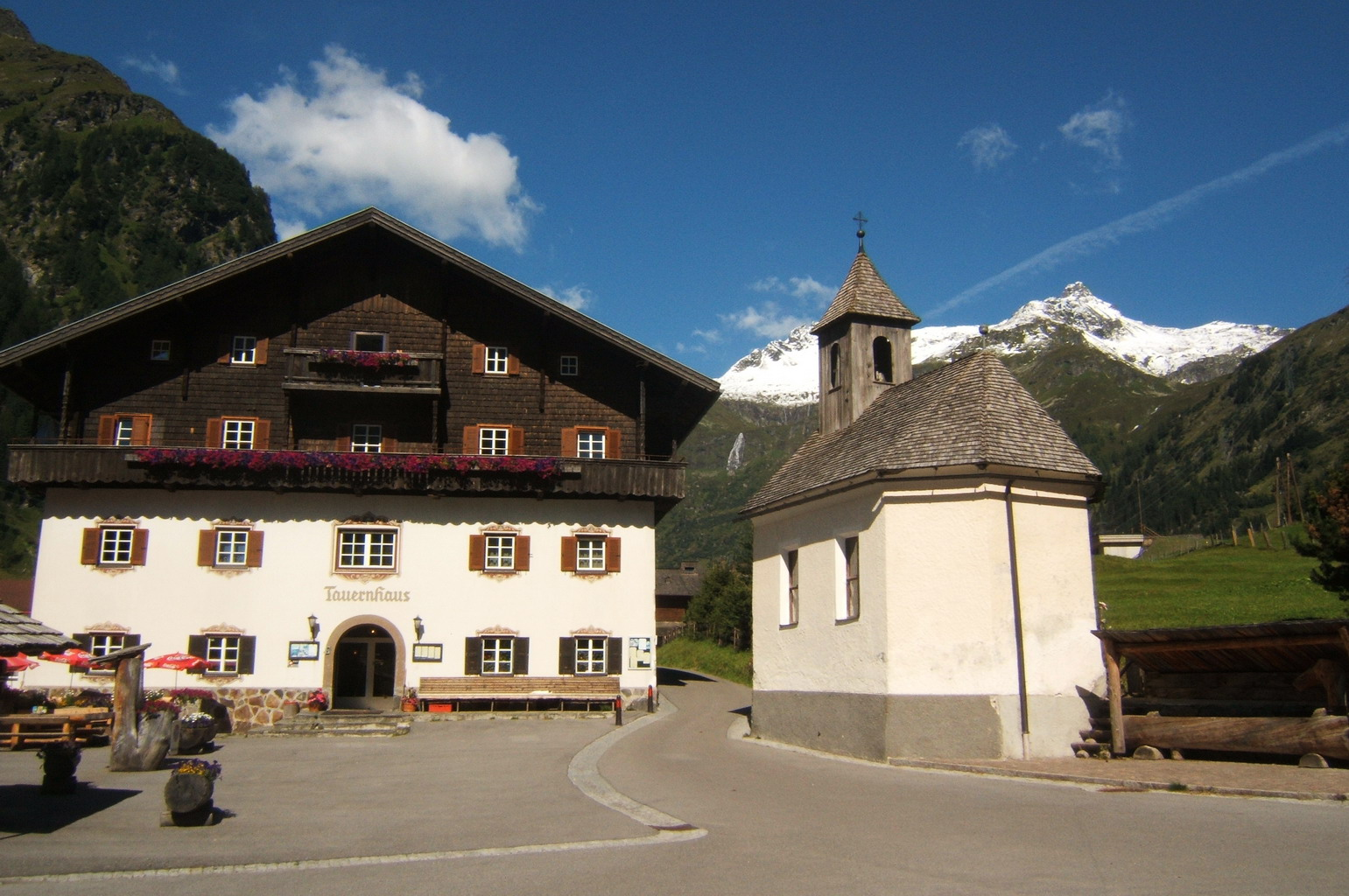
Matreier Tauernhaus

Der Übergang vom Felbertal über den Felber Tauern ins Tauerntal war für die Salzburger Erzbischöfe besonders bedeutend, da durch diesen Saumpfad das Pinzgau mit der relativ isoliert liegenden Salzburger Herrschaft Matrei verbunden war. Dies schlug sich auch in mehreren Tauernhäusern nieder, die von Salzburg in diesem Gebiet unterhalten wurden. Auf der Nordseite, im Felbertal, richtete man das Tauernhaus Spital und das Tauernhaus Schößwendt ein, zudem übernahmen die Schwaigen Oberreit und Rain die Funktionen von Tauernhäusern. Im Tauerntal bildete das Matreier Tauernhaus den gegenüberliegenden Stützpunkt.

### Fuscher Törl
Das Fuscher Törl bildet den Übergang vom Fuscher Tal im Norden in das südlich gelegene Mölltal. Im Inneren des Fuscher Tals, dem sogenannten Ferleitental, wurde für den Handelsverkehr das Tauernhaus Ferleiten etabliert. Bereits Mitte des 14. Jahrhunderts wurde die Schwaige Verlatten mit Sachbezügen ausgestattet, Ende des 15. Jahrhunderts war die Schwaige in zwei getrennte Güter geteilt worden. Dabei waren auch die Bezüge auf die beiden Höfe aufgeteilt worden, zudem verfügten die beiden Bauernhöfe über ein Schankrecht. Die Zahlungen wurden nach dem Bau der Großglockner-Hochalpenstraße in den 1930er Jahren eingestellt, das alte Tauernhaus wurde in der Folge als Tauerngasthof weiterbetrieben. Nach einem Brand 1982 wurde das Anwesen nur noch in verkleinerter Form wiedererrichtet.

### Gerlospass
Zwischen dem Zillertal und dem Oberpinzgau stellt der Gerlospass die wichtigste Verbindung dar. Zudem wurde über den Gerlospass Wein aus Südtirol transportiert. Für die Reisenden diente der Gasthof Ronach als Stützpunkt, wobei der Gasthof in rund 1400 Metern lag.

### Kalser Tauern

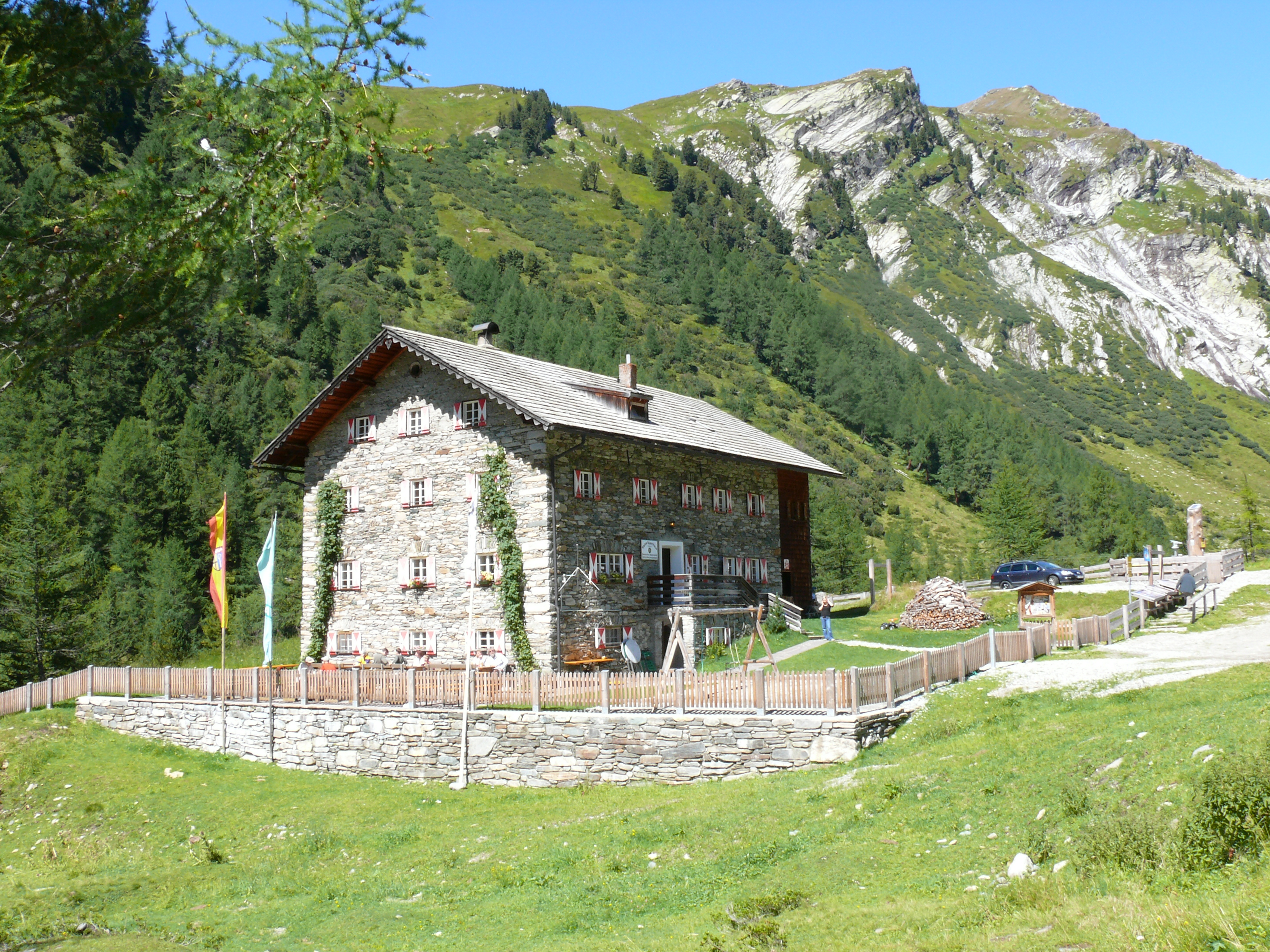
Kalser Tauernhaus

Der Kalser Tauern stand immer im Schatten des nur rund zehn Kilometer westlich gelegenen Felber Tauerns. Auf Grund der beschwerlichen Reise wurde der Pass in 2.518 Metern Höhe zwischen dem Kalser Tal bzw. dessen Verlängerung, dem Kalser Dorfertal, im Süden und dem Stubachtal bzw. Kaprunertal im Norden nur wenig frequentiert. Während von einem Tauernhaus im Stubachtal nichts bekannt ist, wurde vom Kalsertal wohl öfters der Weg über das Kapruner Törl ins Kaprunertal genutzt, wobei für die Bauernhöfe Rain und Bürg bereits früh die Funktion von Tauernhäusern belegt ist. Auf Grund der geringen Frequenz dieser Tauernverbindung fielen jedoch auch die Sachleistungen für die beiden Güter gering aus. Im 17. Jahrhundert wurden die Provisionen für die beiden Güter überhaupt eingestellt. Die Alpenvereins-Schutzhütte im Dorfertal, das Kalser Tauernhaus, wurde erst 1930 errichtet.

### Krimmler Achental
Der Übergang vom Krimmler Achental ins Südtiroler Ahrntal wurde durch das Krimmler Tauernhaus geschützt, das erstmals im Jahr 1389 urkundlich belegt ist. Es entstand aus einer Almhütte und wurde infolge der Steigerung des Handels in diesem Gebiet mit einem Schankrecht ausgestattet. Auf der Gegenseite diente der Bauernhof Kaser im Ahrntal als Stützpunkt, der nachweislich ab 1529 Leistungen des Tiroler Landesfürsten erhielt. Mitte des 16. Jahrhunderts wurde der Krimmler Tauernweg ausgebaut bzw. teilweise neu terrassiert, die Leistungen an das Krimmler Tauernhaus blieben in der Folge bis zur Machtübernahme der Nationalsozialisten 1938 bestehen.

### Pass Thurn
Für den niedrigen Übergang über den Pass Thurn diente ein Gasthof als Herberge für die Reisenden. Leistungen bezog der Gasthof bis zum Jahr 1850.

### Rauriser Tauern
Das Rauriser Tauernhaus wurde 1491 erbaut und diente als Almhütte und Gasthof. Es liegt im Seidlwinkltal, einem Seitental des Raurisertales, an der Route von Wörth über den Rauriser Tauern nach Heiligenblut. Früher brachten Säumer über diese Route, die eine alte Römerstraße ist, mit Haflingerpferden in den Tauern geschürftes Gold über Heiligenblut in den Süden. Dieses Tauernhaus ist weitestgehend im Originalzustand des Jahres 1491 erhalten.

### Radstädter Tauern

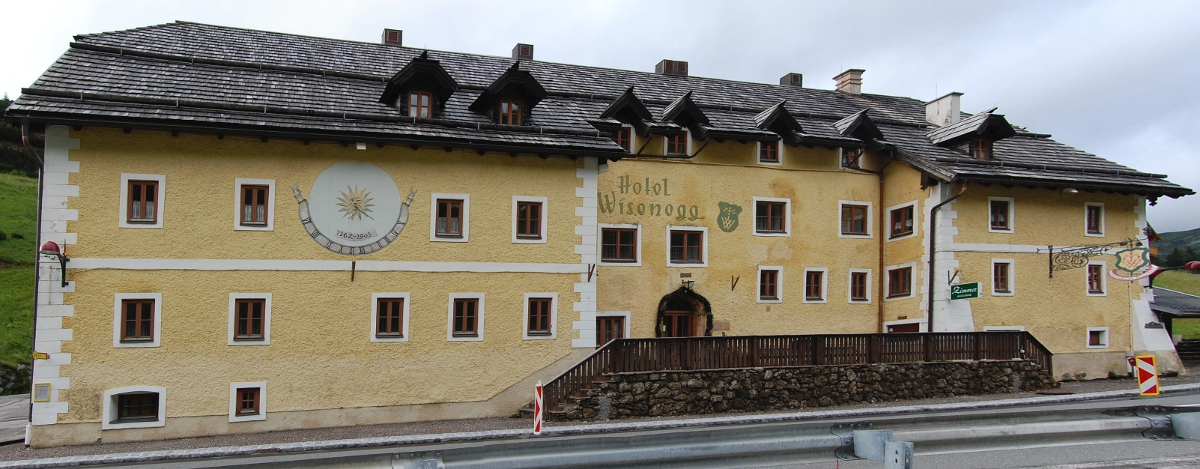
Tauernhaus Wisenegg

Neben dem Brennerpass bildete der Radstädter Tauernpass auf Grund seiner vergleichsweise geringen Höhe von 1738 Metern den zweitwichtigsten Übergang über die Ostalpen. Er handelte sich bei dem Übergang über den Radstädter Tauern zudem über den einzigen Tauernweg der Salzburger Erzbischöfe, der mit Fuhrwerken befahren werden konnte. Ein Tauernhaus ist am Radstädter Tauern jedoch erstmals im Jahr 1522 mit dem Tauernhaus Wisenegg auf der Passhöhe von Obertauern belegt. Ein weiteres Tauernhaus wurde auf der Lungauer Seite der Passhöhe eingerichtet, wobei das Tauernhaus Schaidberg ebenfalls erstmals 1522 urkundlich erwähnt wurde.